# Android Oreo
Android Oreo es el nombre de la versión descontinuada 8.0 del sistema operativo móvil Android, que anunció la firma Google el 21 de marzo de 2017. Su nombre fue revelado el 21 de agosto de 2017, el día del eclipse total de Sol en Estados Unidos.
Se lanzó por primera vez como una versión previa para desarrolladores en fase alfa el 21 de marzo de 2017, para los móviles de Google (Nexus y Pixel). La segunda versión para desarrolladores se lanzó el 17 de mayo de 2017 y se consideró en fase beta. La tercera versión para desarrolladores fue lanzada el 8 de junio de 2017 y contiene las API definitivas.

## Historia
El 21 de marzo de 2017, Google lanzó la primera versión preliminar para desarrolladores de Android "O", disponible para el Nexus 5X, Nexus 6P, Nexus Player, y Pixel. Google está programado para lanzar un total de cuatro previas para desarrolladores; La segunda, considerada calidad beta, fue lanzada el 17 de mayo de 2017, seguida de nuevas previsualizaciones en junio y julio. Un lanzamiento oficial final está programado para el tercer trimestre de 2017.
DP3, que finaliza el API del lanzamiento al nivel 26 del API, fue lanzado el 8 de junio de 2017. DP3 también cambió la interfaz de usuario de la cámara, volvió a Wi-Fi y los niveles de conectividad celular en la barra de estado de nuevo a Wi-Fi a la izquierda, agregó las notificaciones temáticas, añadió una animación de la batería en Configuración: Batería, un nuevo icono y un fondo más oscuro para la aplicación Reloj , Y una forma de icono de teardrop para las aplicaciones.
La versión final de Android 8.0 Oreo fue liberada al público el 21 de agosto de 2017, para los dispositivos Nexus y Pixel compatibles, la cual incluye nuevas mejoras que aseguran la estabilidad del sistema. En cuanto a la interfaz de usuario, no parece haber cambios respecto a la DP4.

## Novedades

### Optimización
Ahora, el sistema limitará más los procesos en segundo plano, ahorrando por consiguiente mucha batería.

### Notificaciones mejoradas
Se han mejorado en dos aspectos:
- Ahora las notificaciones se podrán ordenar según categorías (noticias, tecnología, etc) y estas se podrán definir la frecuencia con que se reciben.[11][12]
- También al deslizar la notificación hacia la izquierda aparecerá en la parte de los ajustes para controlar las notificaciones de la aplicación específica, un reloj con el que podremos definir un periodo de tiempo en el que la notificación volverá a aparecer.

#### Notification Dots
- Ahora junto a los iconos de las aplicaciones aparecerá un número, dando a entender las tareas o notificaciones pendientes o sin leer.

### Diseño
- La aplicación "Configuración" cuenta con un nuevo diseño, con un tema blanco y una categorización más profunda y ordenada de los diferentes ajustes.[13]
- Nuevas guías de diseño para los iconos (todavía no publicado) ahora, para unificar los diseños, el icono constará de dos capas, la primera (circular) será el icono de la aplicación, la segunda (cuadrada) será un fondo. Estas dos capas supuestamente interactúan mediante animaciones a la hora de abrirlas, cerrarlas o moverlas.
- Para unificar el diseño de los iconos en Android, ahora los desarrolladores deberán incluir cuatro iconos (redondo, cuadrado, lágrima y cuadrado con esquinas redondas). Siendo el usuario el que elegirá el tipo icono de todas la aplicaciones que se aplicarían al launcher.
- Android TV incluye un nuevo launcher.[14]
- Android Oreo contiene soporte integrado para modos picture-in-picture.[15][16]
- La adición de un sonido de timbre personalizado, alarma o notificación se simplifica.[17][18]

### Plataforma
Android Oreo agregará soporte para redes inalámbricas (NAN) para Wi-Fi basadas en Wi-Fi Aware, gamas de color amplias en aplicaciones, una API para autofillers, multiprocesos y soporte de navegación segura de Google para WebViews, una API que permite al sistema aplicaciones de VoIP, y actividades de lanzamiento en pantallas remotas. Android Runtime (ART) ofrece mejoras de rendimiento. Android "O" contiene límites adicionales en las actividades de fondo de las aplicaciones para mejorar la duración de la batería. Las aplicaciones pueden especificar "iconos adaptables" para contenedores de formas diferentes especificados por temas, como círculos, cuadrados y ardillas.
Android Oreo admite nuevos emojis que se incluirán en el estándar Unicode 10. Una nueva fuente de emoji también fue introducida, que notablemente rediseña sus figuras de cara para usar una forma circular tradicional, a diferencia del diseño "blob" que fue introducido en Android "KitKat".
La arquitectura subyacente de Android se está revisando para que el código de bajo nivel específico del proveedor para soportar el hardware de un dispositivo se separe del sistema operativo Android utilizando una capa de abstracción de hardware conocida como "interfaz de proveedor". Se requerirá que las interfaces de proveedores sean compatibles con futuras versiones de Android; Debido a estos cambios, los fabricantes de equipos originales solo necesitarán realizar las modificaciones necesarias en el marco del sistema operativo y en las aplicaciones agrupadas para actualizar un dispositivo a una futura versión de Android, manteniendo la misma interfaz de proveedor.
El sistema operativo ofrecerá una distribución adaptada para dispositivos de gama baja conocidos como Android Go, que se utilizará en todos los dispositivos con 1 GB de RAM o menos. Estos dispositivos se suministrarán con optimizaciones de la plataforma diseñadas para reducir el uso de datos móviles (incluida la habilitación del modo Ahorro de datos de forma predeterminada) y un conjunto especial de servicios móviles de Google diseñados para reducir el uso de recursos y ancho de banda. Google Play Store también destacará aplicaciones ligeras adecuadas para estos dispositivos.

## Android Go
Android Go es una edición adaptada para dispositivos de gama baja conocida como Android Go fue desarrollada a partir de Android Oreo; está destinada a dispositivos con 1 GB de RAM o menos. Esta edición tiene optimizaciones en la plataforma diseñadas para reducir el uso de datos móviles y un conjunto especial de servicios de Google diseñado para reducir el uso intensivo de recursos y ancho de banda, entre las que encontramos Google Go, Google Assistant Go, YouTube Go, Google Maps Go, Gmail Go, Gboard Go, Files Go y Chrome (incluyendo por defecto el modo de ahorro de datos). Google Play Store destacará las aplicaciones ligeras que se adapten a estos dispositivos. También se modifica la interfaz del sistema operativo, con el panel de configuración rápida que proporciona una mayor notoriedad a la información sobre la batería, el límite de datos móviles y el almacenamiento disponible, el menú de aplicaciones recientes utilizando un diseño modificado y limitándose a cuatro aplicaciones (para reducir el consumo de RAM), y una API para permitir a los operadores móviles implementar el seguimiento de datos y recargas dentro del menú de configuración de Android. Además Google Play Services viene con un diseño modular para reducir el uso de memoria.
Android Go estuvo a disposición de los fabricantes OEM a partir de Android 8.1. Entre los móviles que ya tienen Android Go como sistema operativo, se encuentran el Nokia 1, el Alcatel 1X y el ZTE Temp Go.

## Problemas
Android Oreo puede consumir datos móviles incluso cuando Wi-Fi está disponible.